# Уеска
Уеска, або Ве́ска (ісп. Huesca, ісп. вимова: [ˈweska]; араг. Uesca) — муніципалітет в Іспанії, у складі автономної спільноти Арагон, у провінції Уеска. Населення — 52 239 осіб (2015).

## Географія
Муніципалітет розташований на відстані близько 340 км на північний схід від Мадрида.
На території муніципалітету розташовані такі населені пункти: (дані про населення за 2009 рік)
- Ап'єс: 92 особи
- Банар'єс: 44 особи
- Бельєстар-дель-Флумен: 33 особи
- Буньялес: 41 особа
- Куарте: 83 особи
- Форнільйос-де-Ап'єс: 29 осіб
- Уерріос: 62 особи
- Уеска: 51921 особа
- Табернас-де-Ісуела: 42 особи

## Демографія
Динаміка населення (INE ):

## Релігія
- Центр Уескської діоцезії Католицької церкви.

## Персоналії
- Амр ібн Юсуф (760—814) — державний діяч Кордовського емірату, валі (намісник) Сарагоси у 802—814 роках.

## Галерея

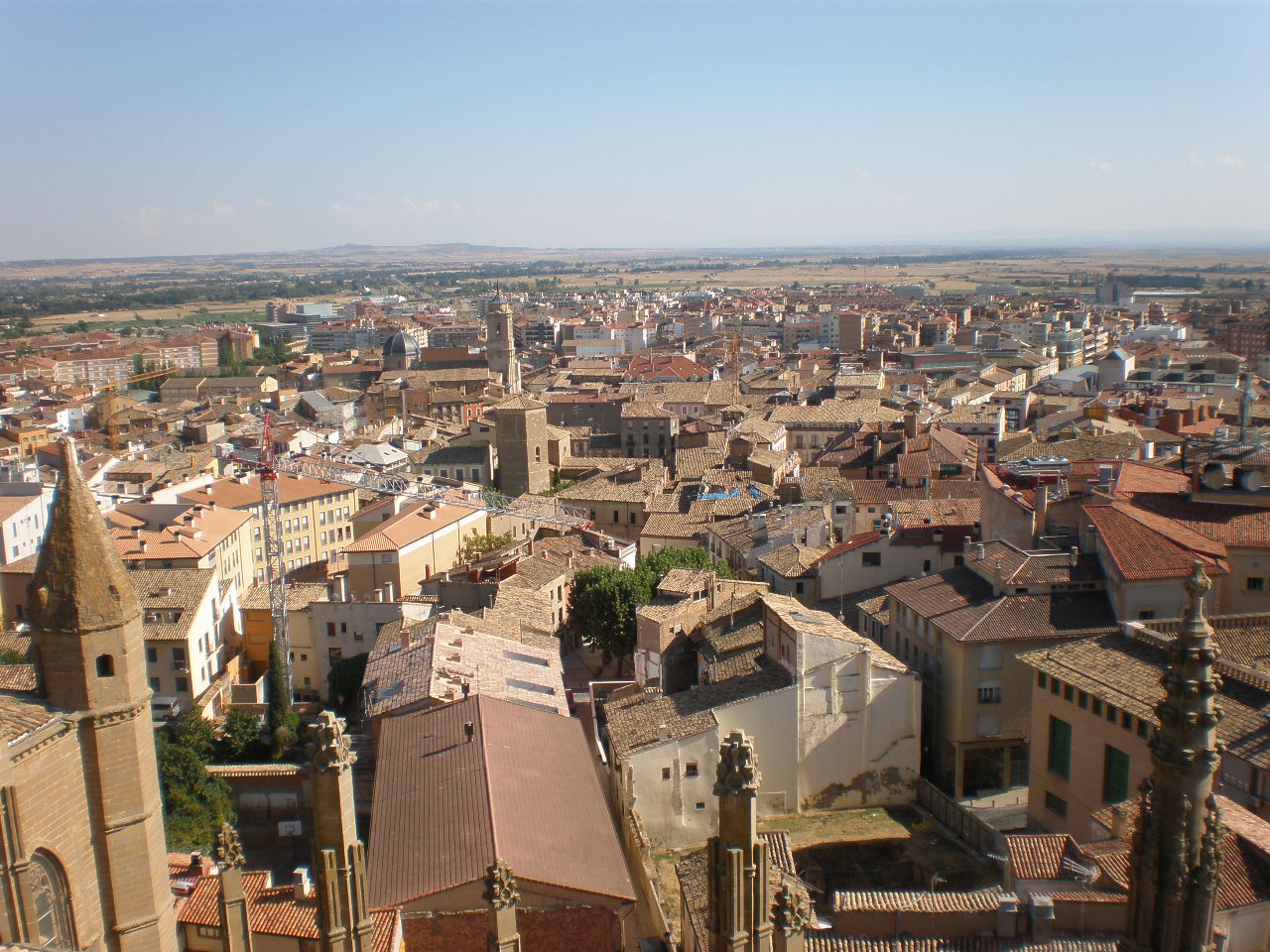
Уеска
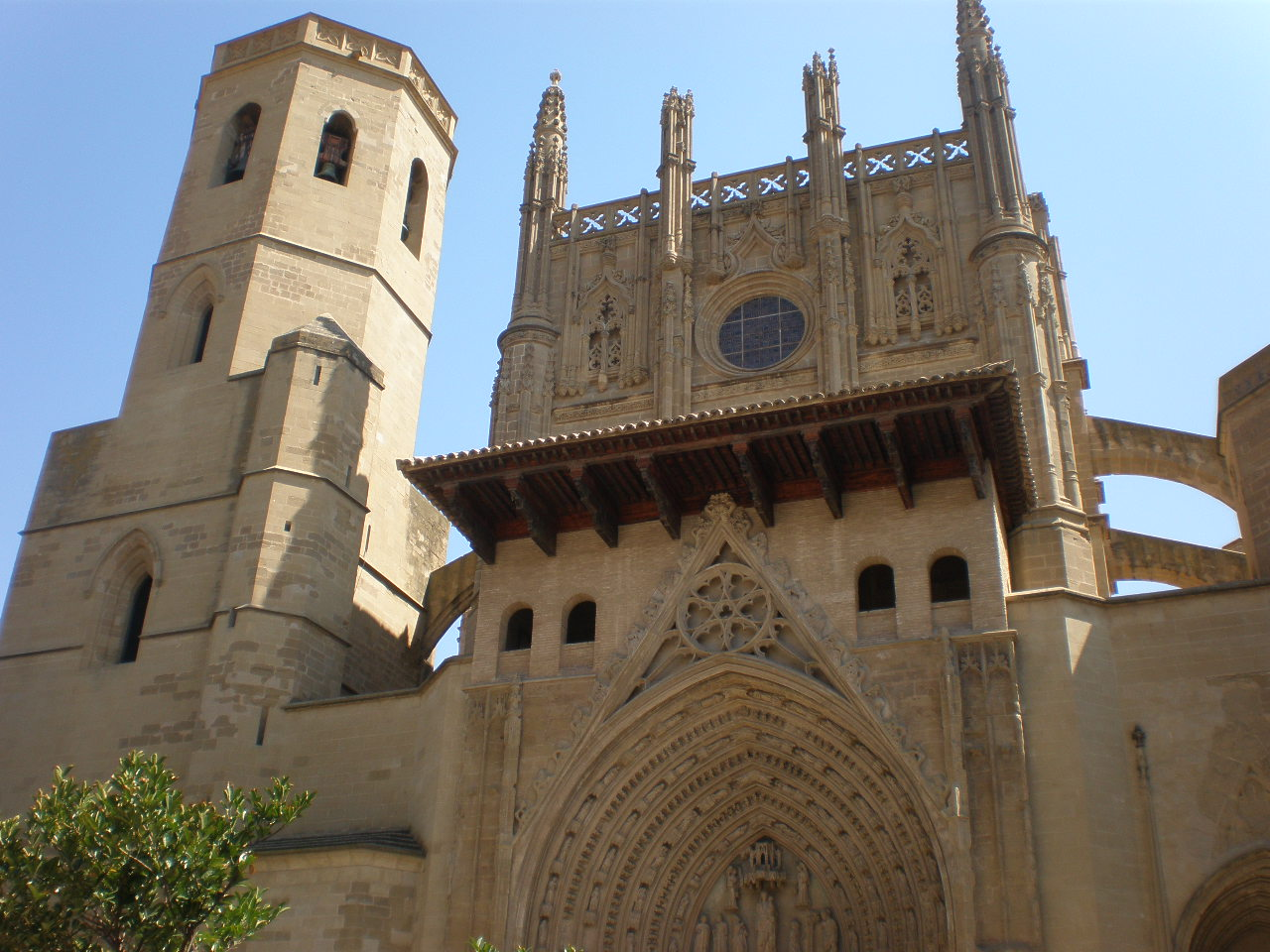
Собор
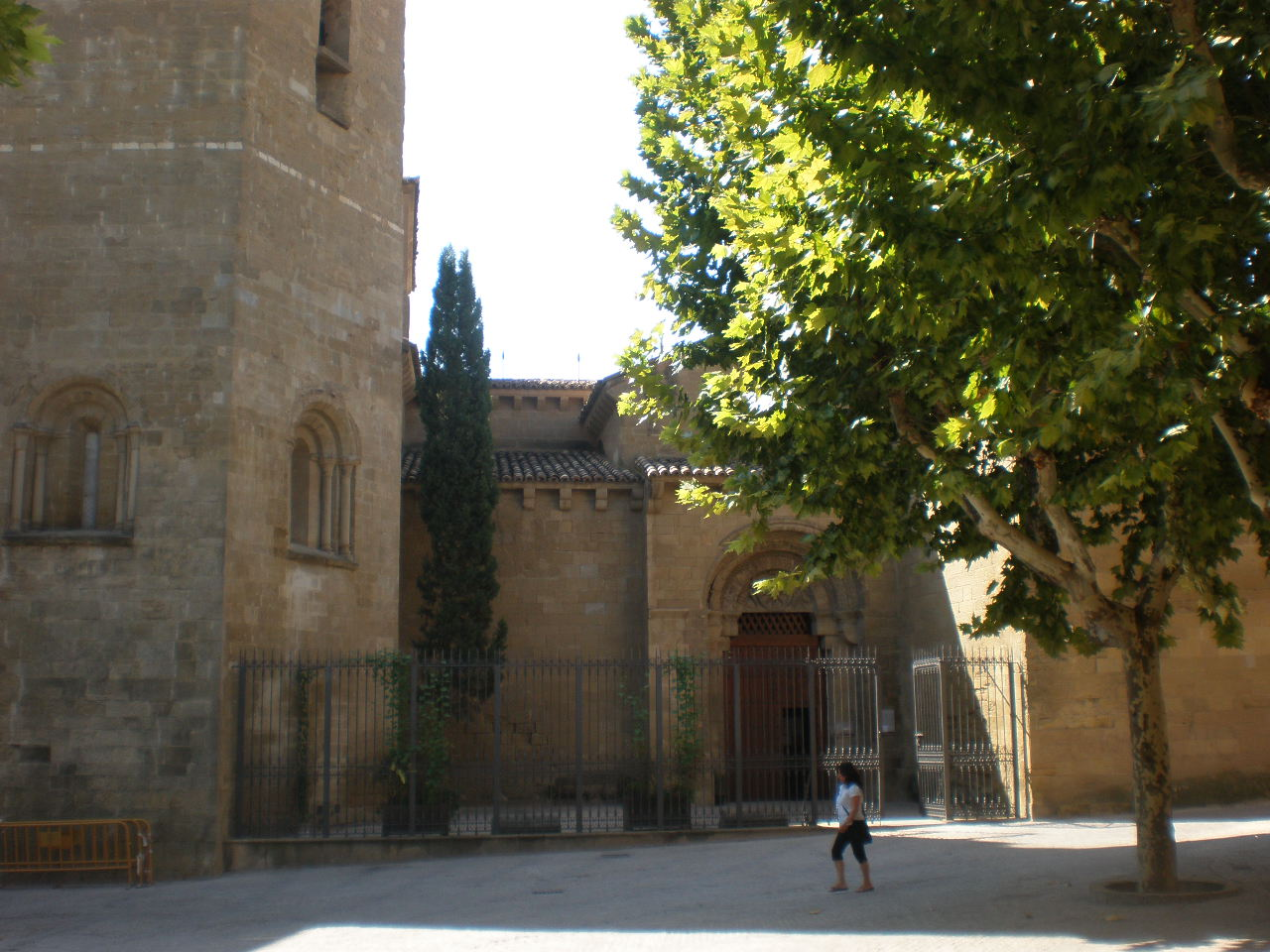
Церква Сан-Педро-ель-В'єхо